# Menouville
Menouville ist eine französische Gemeinde mit 62 Einwohnern (Stand 1. Januar 2022) im Département Val-d’Oise der Region Île-de-France; sie gehört zum Arrondissement Pontoise und zum Kanton Pontoise. Die Einwohner nennen sich Menouvillois bzw. Menouvilloises.

## Geographie
Die Gemeinde Menouville befindet sich 36 Kilometer nordöstlich von Paris. Sie liegt im Regionalen Naturpark Vexin français.
Nachbargemeinden von Menouville sind Theuville im Westen, Arronville im Norden, Frouville im Nordosten, Labbeville im Südosten sowie Vallangoujard im Südwesten.

## Geschichte
Menouville war bereits zur Zeit der Merowinger besiedelt.
Da im Dorf keine Kirche vorhanden war, durften die Bewohner ihren Gottesdienst in der Kapelle des Schlosses von Balincourt, das im Nachbarort Arronville liegt, feiern.

## Bevölkerungsentwicklung
| Jahr      | 1962 | 1968 | 1975 | 1982 | 1990 | 1999 | 2006 | 2019 |
| Einwohner | 65   | 68   | 55   | 50   | 63   | 84   | 80   | 62   |

## Sehenswürdigkeiten
- Domaine de Balincourt, teilweise auf dem Gebiet von Menouville (Monument historique)[1]
- Taubenturm